# Charny-sur-Meuse
Pour les articles homonymes, voir Charny.
Charny-sur-Meuse est une commune française située dans le département de la Meuse, en région Grand Est.

## Géographie
Charny-sur-Meuse est un petit village français situé dans le département de la Meuse (55), dans le nord-est du pays, à quelques kilomètres au nord-ouest de Verdun.

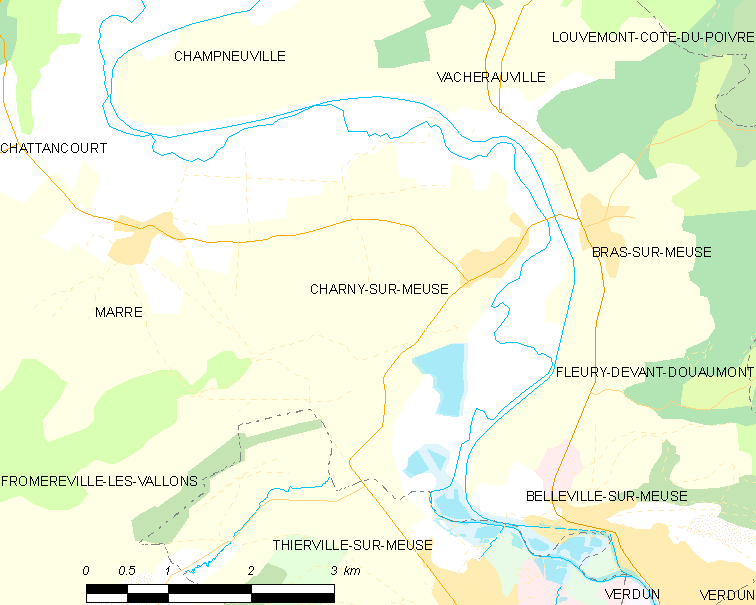
Carte de la commune.
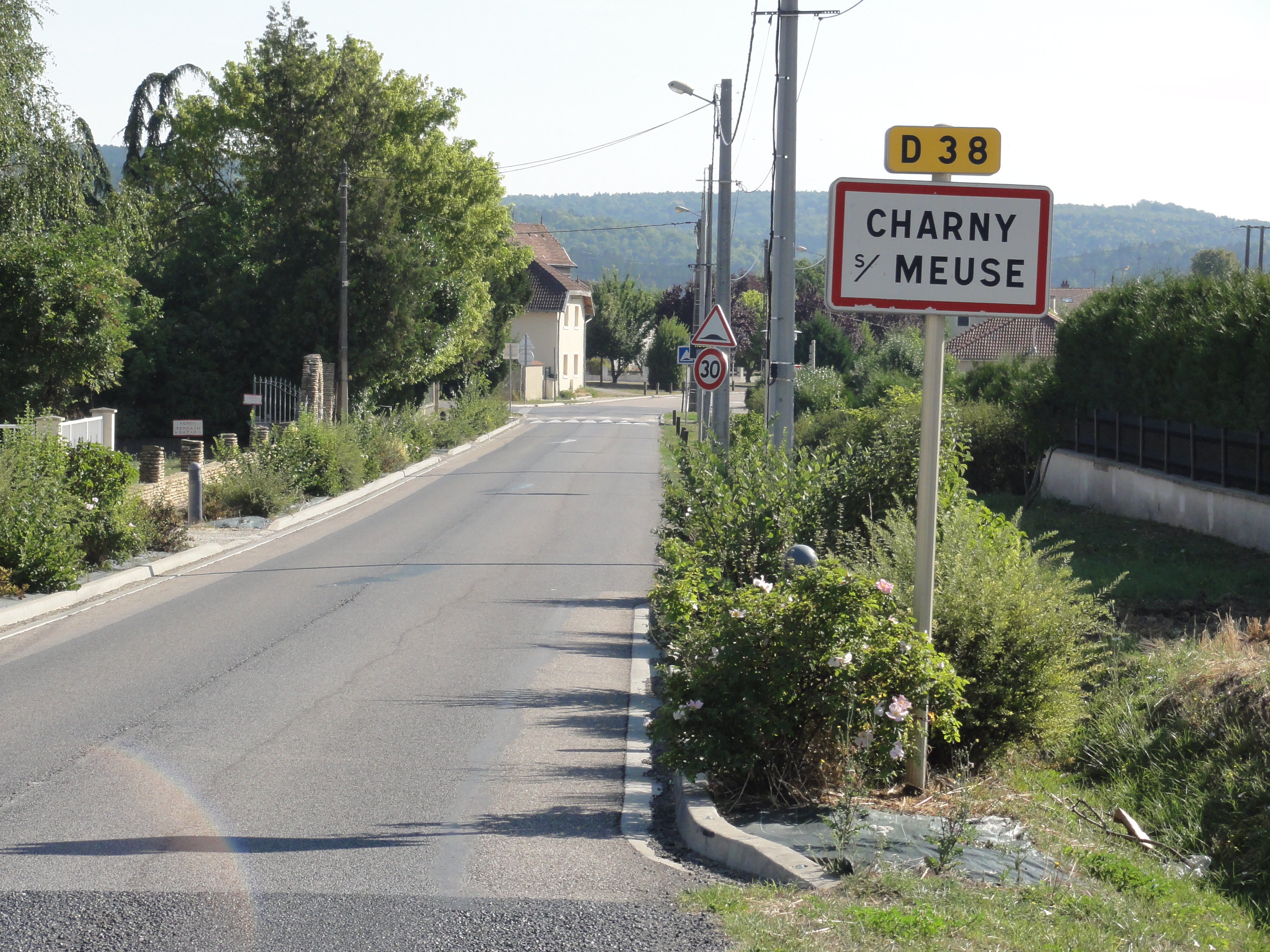
Entrée de Charny-sur-Meuse.
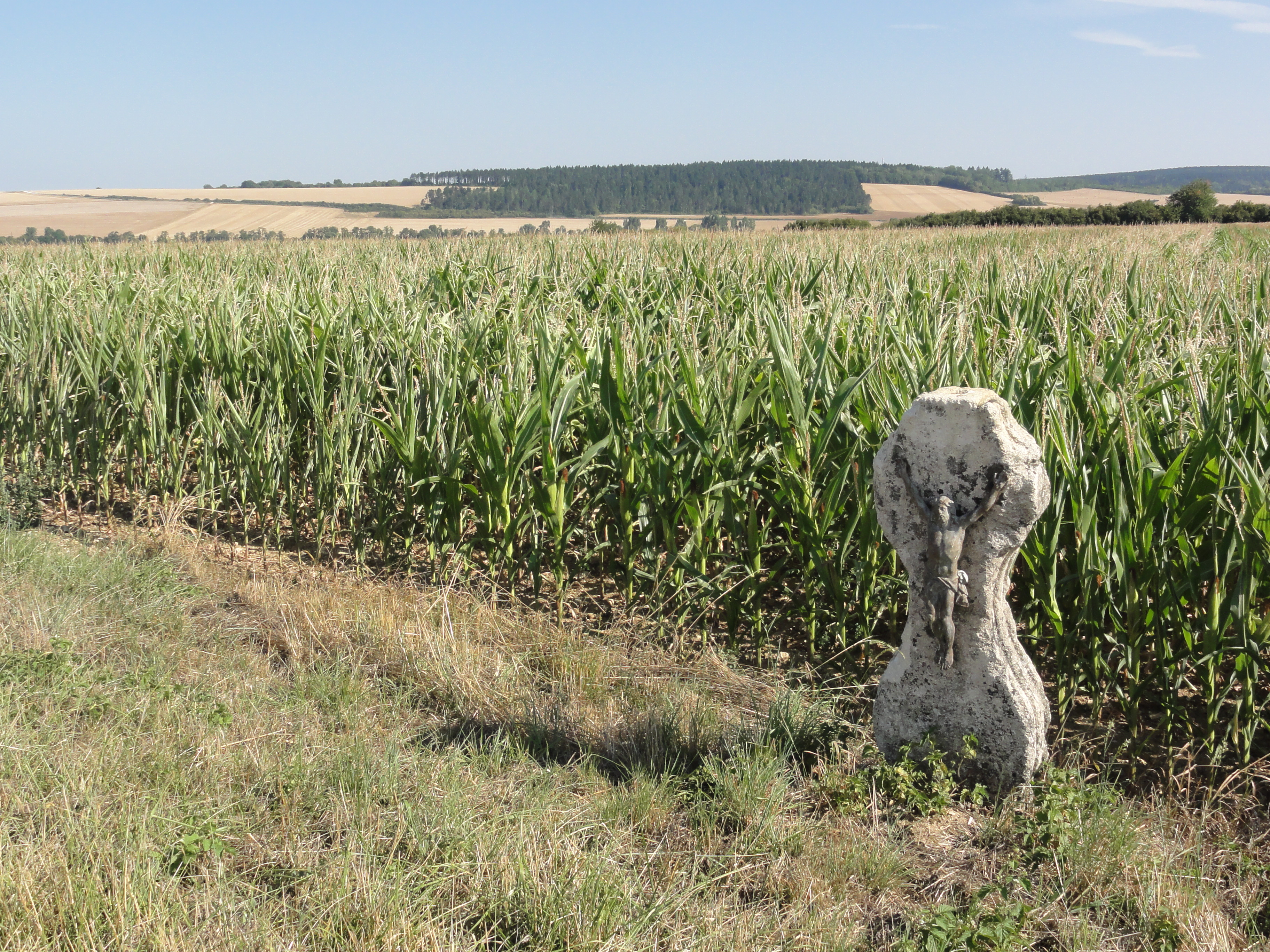
Paysage avec croix sculptée.

| Vacherauville        | Bras-sur-Meuse       | Bras-sur-Meuse       |
| Vacherauville        | Charny-sur-Meuse     | Bras-sur-Meuse       |
| Thierville-sur-Meuse | Belleville-sur-Meuse | Belleville-sur-Meuse |

### Hydrographie
La commune est dans le bassin versant de la Meuse au sein du bassin Rhin-Meuse. Elle est drainée par la Meuse, le ruisseau de Fromereville et le ruisseau de Bamont,.
La Meuse, d'une longueur de 486 km dans sa partie française, est un fleuve européen qui prend sa source en France, dans la commune du Châtelet-sur-Meuse, à 409 mètres d'altitude, et se jette dans la mer du Nord après un cours long d'approximativement 950 kilomètres traversant la France, la Belgique et les Pays-Bas. Les caractéristiques hydrologiques de la Meuse sont données par la station hydrologique située sur la commune de Belleville-sur-Meuse. Le débit moyen mensuel est de 39,3 m3/s. Le débit moyen journalier maximum est de 422 m3/s, atteint lors de la crue du 29 janvier 1995. Le débit instantané maximal est quant à lui de 643 m3/s, atteint le 1er janvier 2002.

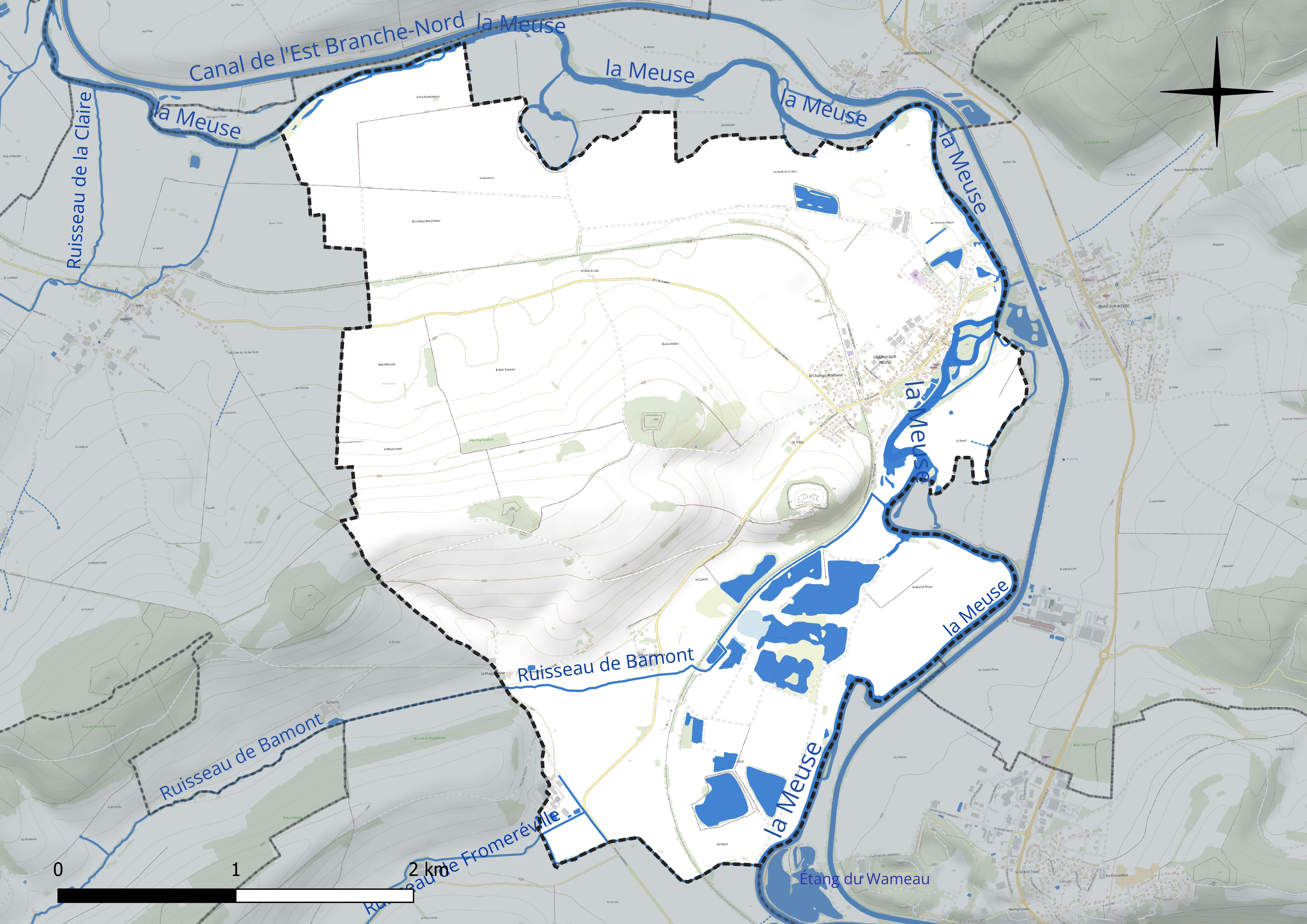
Réseau hydrographique de Charny-sur-Meuse.

### Climat
Pour des articles plus généraux, voir Climat du Grand Est et Climat de la Meuse.
En 2010, le climat de la commune est de type climat de montagne, selon une étude du Centre national de la recherche scientifique s'appuyant sur une série de données couvrant la période 1971-2000. En 2020, Météo-France publie une typologie des climats de la France métropolitaine dans laquelle la commune est exposée à un climat océanique altéré et est dans la région climatique  Lorraine, plateau de Langres, Morvan, caractérisée par un hiver rude (1,5 °C), des vents modérés et des brouillards fréquents en automne et hiver.
Pour la période 1971-2000, la température annuelle moyenne est de 9,7 °C, avec une amplitude thermique annuelle de 15,8 °C. Le cumul annuel moyen de précipitations est de 937 mm, avec 14,1 jours de précipitations en janvier et 9,6 jours en juillet. Pour la période 1991-2020, la température moyenne annuelle observée sur la station météorologique de Météo-France la plus proche, « Septsarges », sur la commune de Septsarges à 16 km à vol d'oiseau, est de 10,3 °C et le cumul annuel moyen de précipitations est de 942,8 mm. 
La température maximale relevée sur cette station est de 39,9 °C, atteinte le 25 juillet 2019 ; la température minimale est de −15,7 °C, atteinte le 1er janvier 1997,,.
Les paramètres climatiques de la commune ont été estimés pour le milieu du siècle (2041-2070) selon différents scénarios d'émission de gaz à effet de serre à partir des nouvelles projections climatiques de référence DRIAS-2020. Ils sont consultables sur un site dédié publié par Météo-France en novembre 2022.

## Urbanisme

### Typologie
Au 1er janvier 2024, Charny-sur-Meuse est catégorisée commune rurale à habitat dispersé, selon la nouvelle grille communale de densité à sept niveaux définie par l'Insee en 2022.
Elle est située hors unité urbaine. Par ailleurs la commune fait partie de l'aire d'attraction de Verdun, dont elle est une commune de la couronne,. Cette aire, qui regroupe 103 communes, est catégorisée dans les aires de moins de 50 000 habitants,.

### Occupation des sols
L'occupation des sols de la commune, telle qu'elle ressort de la base de données européenne d’occupation biophysique des sols Corine Land Cover (CLC), est marquée par l'importance des territoires agricoles (89,8 % en 2018), en diminution par rapport à 1990 (96,1 %). La répartition détaillée en 2018 est la suivante : 
terres arables (61,9 %), prairies (28 %), eaux continentales (6,6 %), zones urbanisées (3,6 %). L'évolution de l’occupation des sols de la commune et de ses infrastructures peut être observée sur les différentes représentations cartographiques du territoire : la carte de Cassini (XVIIIe siècle), la carte d'état-major (1820-1866) et les cartes ou photos aériennes de l'IGN pour la période actuelle (1950 à aujourd'hui).

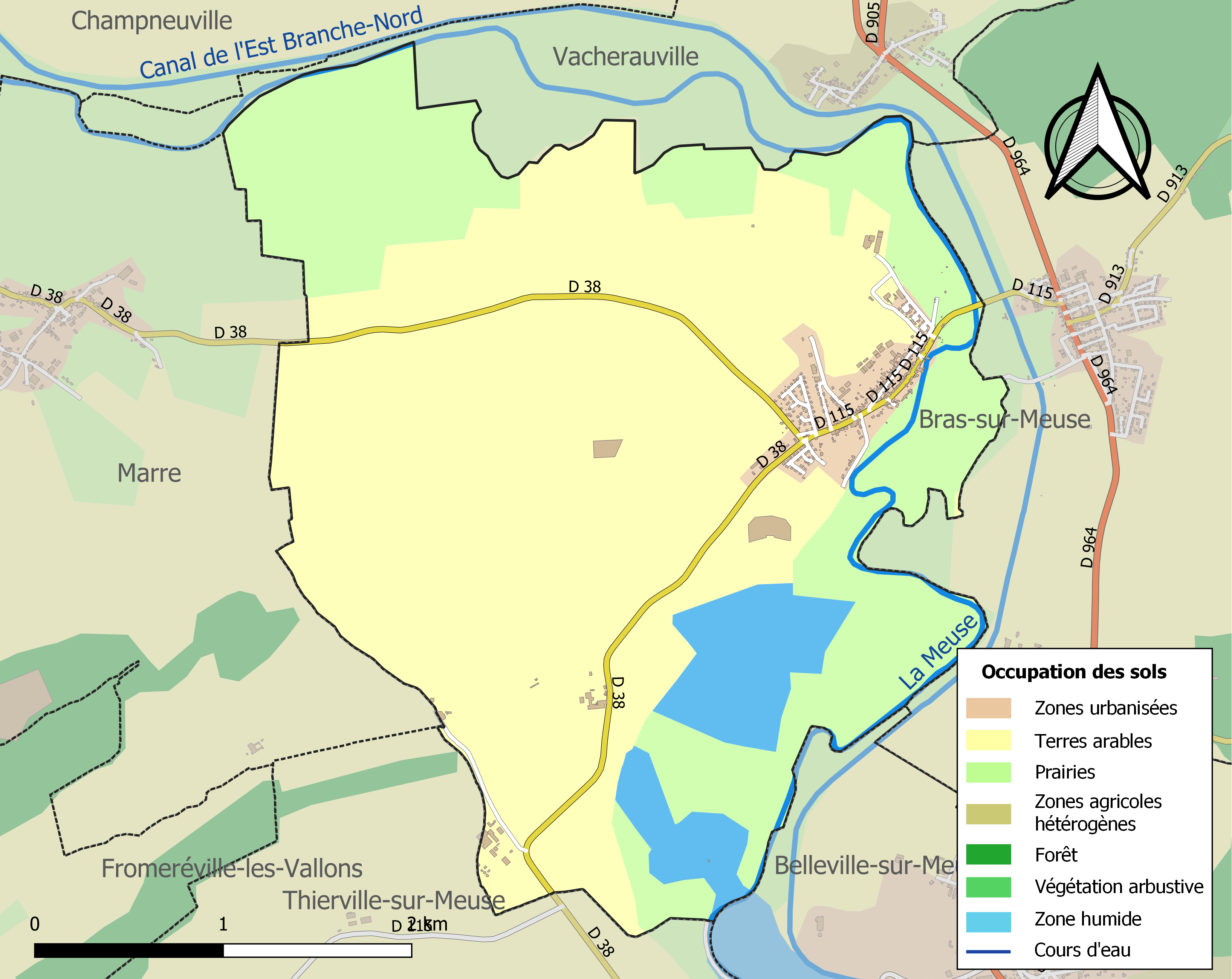
Carte des infrastructures et de l'occupation des sols de la commune en 2018 (CLC).

## Transports
Charny est reliée à la commune de Verdun avec la ligne 4 du réseau TIV, a raison de 3 trajets quotidiens.

## Toponymie
Le nom de la localité est attesté sous les formes Carnacum, Carmacum (IXe siècle) ; Carniacum (973) ; Carmeiacum ou Carmejacum (979) ; Carneiacum (984) ; Charnei (1242) ; Chastelenie de Charney (1316) ; Charney (1331) ; Charnoyum-Castrum (1502) ; Carnisium (1580) ; Charmy (1564) ; Castellani (1585) ; Carnotum (1738).

Charny en latin Carnacium, en patois Charnaye.

Du gaulois *car « pierre, rocher ».
La commune est drainée par la Meuse ; en néerlandais et en allemand, Maas ; en wallon, Moûse ; en latin Mosa) est un fleuve européen qui prend sa source en France et se jette dans la mer du Nord après un long cours traversant la France, la Belgique et les Pays-Bas.

## Histoire
Février 1916 : le pont de Charny à Bras est démoli par les Allemands.

## Politique et administration
| Période                                  | Période                      | Identité            | Étiquette | Qualité |
| ---------------------------------------- | ---------------------------- | ------------------- | --------- | ------- |
| Les données manquantes sont à compléter. |                              |                     |           |         |
| avant 1995                               |                              | Paul Pierret        | DVD       |         |
| mars 2001                                | mars 2008                    | Marcel Lebon        |           |         |
| mars 2008                                | 13 novembre 2015 (démission) | Louis Vagneron      |           |         |
| 20 novembre 2015                         | mai 2020                     | René Mathieu        |           |         |
| mai 2020                                 | En cours                     | Catherine Pelissier |           |         |

## Population et société

### Démographie

#### Évolution démographique
L'évolution du nombre d'habitants est connue à travers les recensements de la population effectués dans la commune depuis 1793. Pour les communes de moins de 10 000 habitants, une enquête de recensement portant sur toute la population est réalisée tous les cinq ans, les populations de référence des années intermédiaires étant quant à elles estimées par interpolation ou extrapolation. Pour la commune, le premier recensement exhaustif entrant dans le cadre du nouveau dispositif a été réalisé en 2005.

En 2022, la commune comptait 521 habitants, en évolution de −0,19 % par rapport à 2016 (Meuse : −4,4 %, France hors Mayotte : +2,11 %).
| 1793 | 1800 | 1806 | 1821 | 1831 | 1836 | 1841 | 1846 | 1851 |
| ---- | ---- | ---- | ---- | ---- | ---- | ---- | ---- | ---- |
| 410  | 424  | 461  | 481  | 506  | 509  | 441  | 458  | 478  |

| 1856 | 1861 | 1866 | 1872 | 1876 | 1881 | 1886 | 1891 | 1896 |
| ---- | ---- | ---- | ---- | ---- | ---- | ---- | ---- | ---- |
| 486  | 468  | 439  | 414  | 414  | 420  | 467  | 449  | 426  |

| 1901 | 1906 | 1911 | 1921 | 1926 | 1931 | 1936 | 1946 | 1954 |
| ---- | ---- | ---- | ---- | ---- | ---- | ---- | ---- | ---- |
| 484  | 495  | 449  | 240  | 340  | 351  | 323  | 305  | 344  |

| 1962 | 1968 | 1975 | 1982 | 1990 | 1999 | 2005 | 2006 | 2010 |
| ---- | ---- | ---- | ---- | ---- | ---- | ---- | ---- | ---- |
| 333  | 289  | 412  | 523  | 462  | 466  | 523  | 543  | 560  |

| 2015 | 2020 | 2022 | - | - | - | - | - | - |
| ---- | ---- | ---- | - | - | - | - | - | - |
| 528  | 527  | 521  | - | - | - | - | - | - |

## Loisirs
- Une aire de camping est aménagée au bord de la Meuse.
- Des descentes de la Meuse en canoë sont proposées en saison au départ de Charny-sur-Meuse.

## Culture locale et patrimoine

### Lieux et monuments
- Église Saint-Loup, reconstruite en 1925.
- Monument aux morts devant la mairie.
- Ancienne gare.

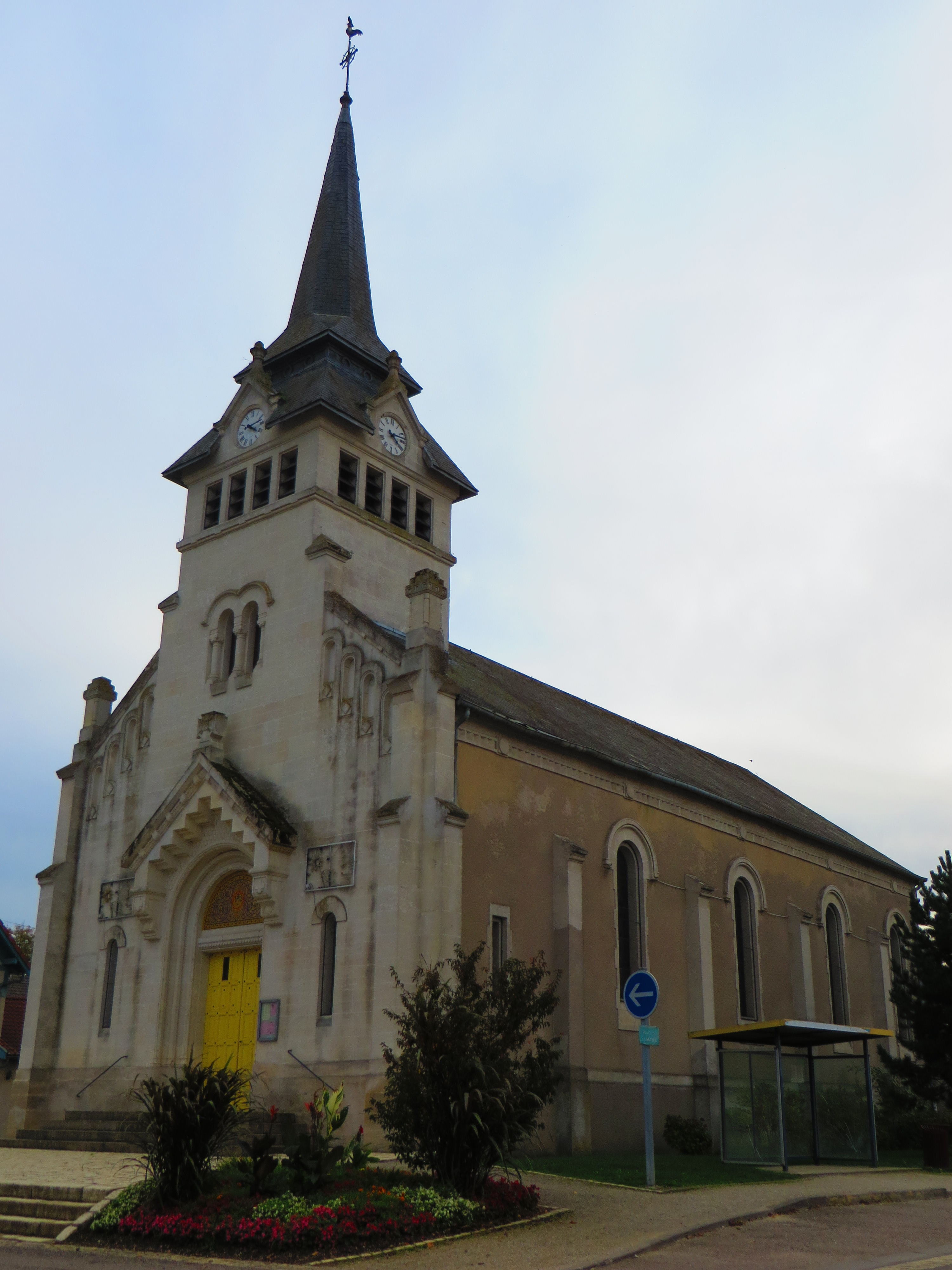
Église Saint-Loup.
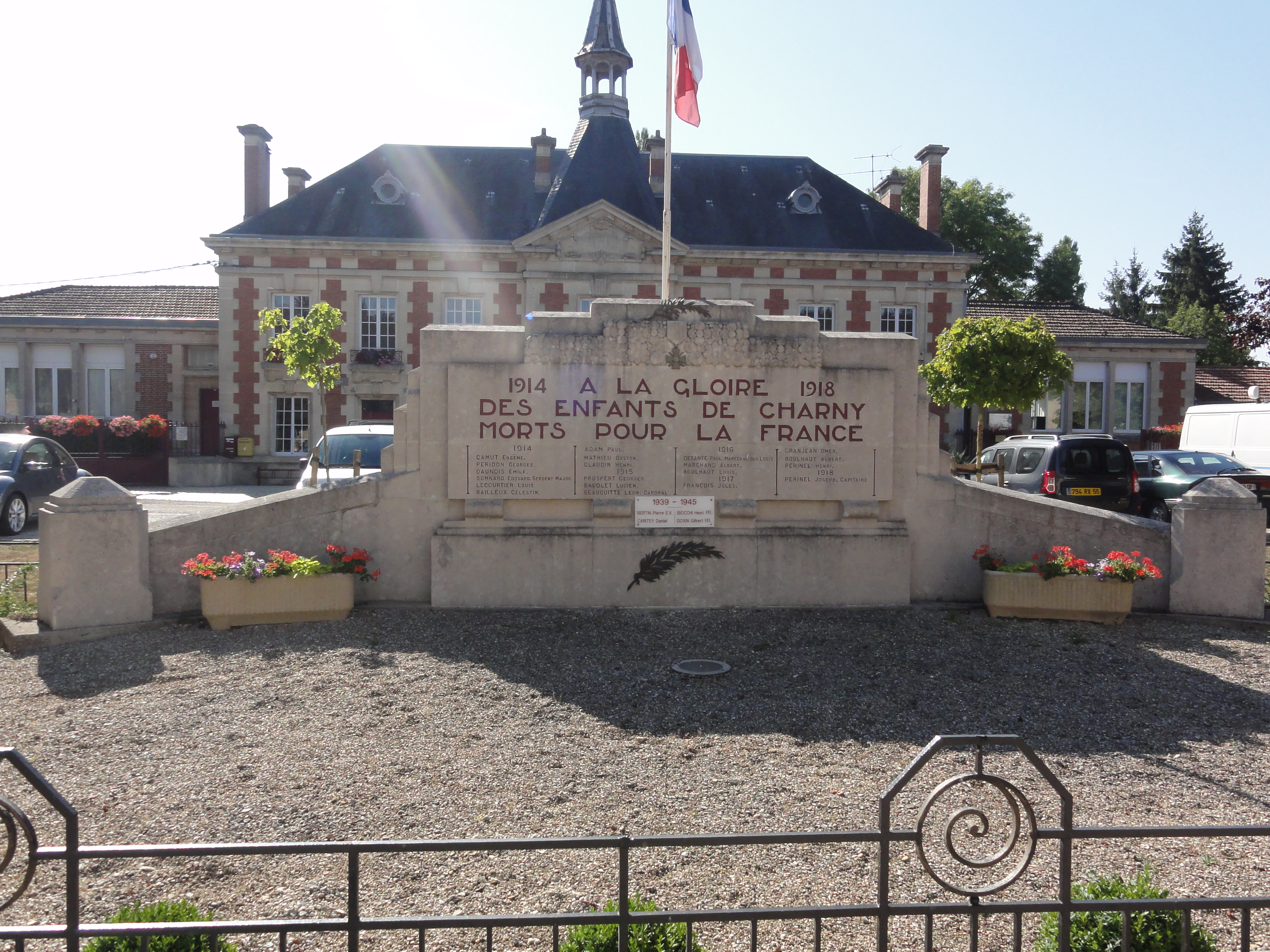
Monument aux morts.
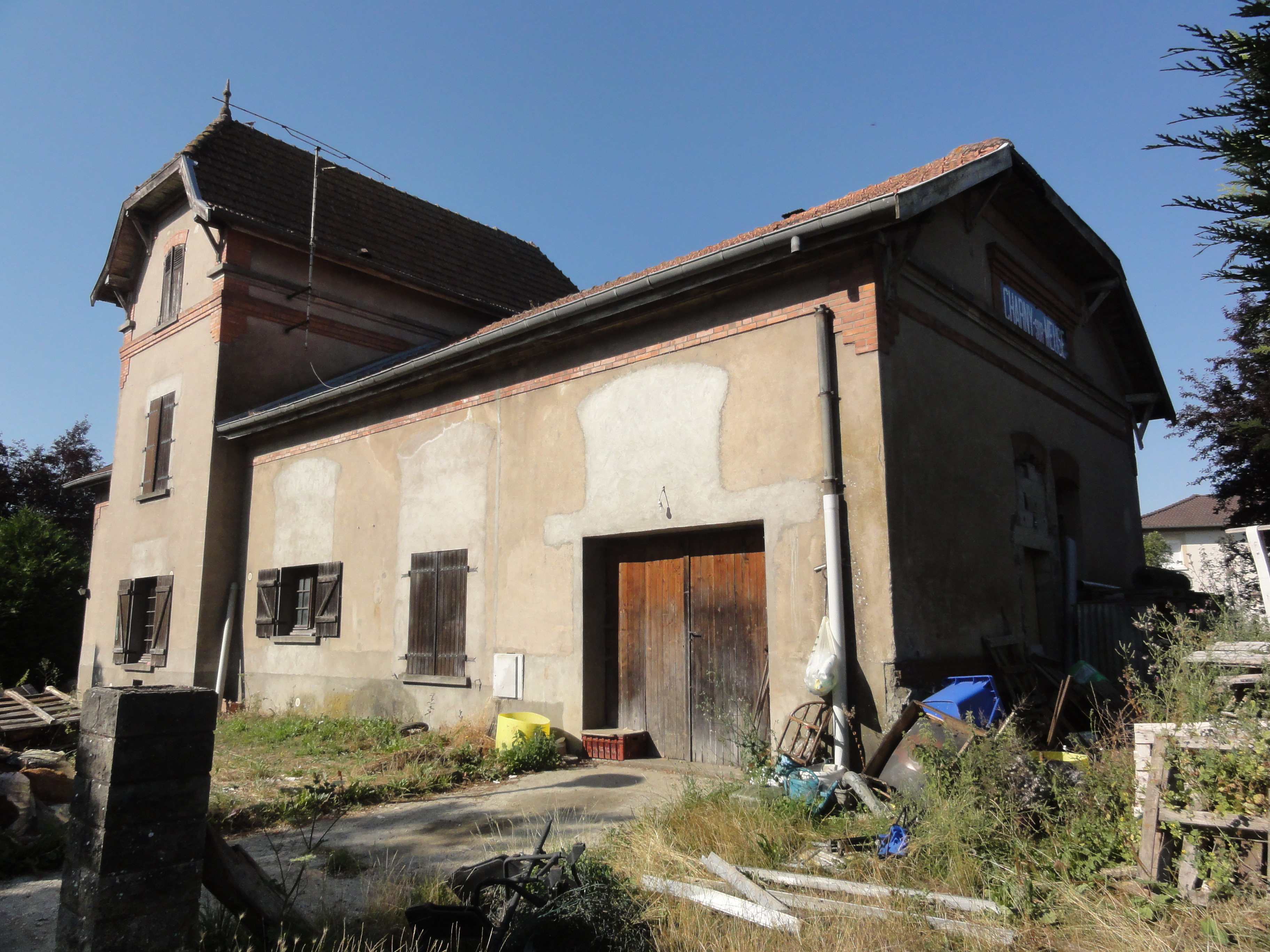
Ancienne gare.

### Personnalités liées à la commune
- Pierre François Lataye (1755-1827), général des armées de la République et de l'Empire.

### Héraldique
| Blason | Blasonnement : Écartelé au 1-4 d'azur semé de croix recroisetées au pied fiché d'or à deux bars adossés de même ; et au 2-3 d'azur à la crosse épiscopale d'or à dextre et l'épée d'argent garnie d'or à senestre accostée de trois clous d'argent disposés 2 -1. |